# NGC 2055
NGC 2055 је расејано звездано јато у сазвежђу Златна риба које се налази на NGC листи објеката дубоког неба.
Деклинација објекта је - 69° 25' 54" а ректасцензија 5h 37m 3,0s. Привидна величина (магнитуда) објекта NGC 2055 износи 8,4 а фотографска магнитуда 8,5. NGC 2055 је још познат и под ознакама ESO 56-SC171.